# Psoralea plauta
Psoralea plauta är en ärtväxtart som beskrevs av Charles Howard Stirton. Psoralea plauta ingår i släktet Psoralea och familjen ärtväxter. Inga underarter finns listade i Catalogue of Life.